# Голл-Самміт (Луїзіана)
Голл-Самміт (англ. Hall Summit) — селище (англ. village) в США, в окрузі Ред-Ривер штату Луїзіана. Населення — 268 осіб (2020).

## Географія
Голл-Самміт розташований за координатами 32°10′37″ пн. ш. 93°18′18″ зх. д. / 32.17694° пн. ш. 93.30500° зх. д. (32.177023, -93.305105).  За даними Бюро перепису населення США в 2010 році селище мало площу 4,34 км², з яких 4,33 км² — суходіл та 0,01 км² — водойми.

## Демографія
Згідно з переписом 2010 року, у селищі мешкало 300 осіб у 115 домогосподарствах у складі 85 родин. Густота населення становила 69 осіб/км².  Було 136 помешкань (31/км²).
Расовий склад населення:
| - 84,3 % — білих - 13,0 % — чорних або афроамериканців - 0,3 % — корінних американців |

До двох чи більше рас належало 2,0 %. Частка іспаномовних становила 2,3 % від усіх жителів.
За віковим діапазоном населення розподілялося таким чином: 26,7 % — особи молодші 18 років, 53,0 % — особи у віці 18—64 років, 20,3 % — особи у віці 65 років та старші. Медіана віку мешканця становила 39,0 року. На 100 осіб жіночої статі у селищі припадало 114,3 чоловіків;  на 100 жінок у віці від 18 років та старших — 94,7 чоловіків також старших 18 років.
Середній дохід на одне домашнє господарство  становив 51 955 доларів США (медіана — 47 188), а середній дохід на одну сім'ю — 49 301 долар (медіана — 45 313). За межею бідності перебувало 9,3 % осіб, у тому числі 8,0 % дітей у віці до 18 років та 0,0 % осіб у віці 65 років та старших.
Цивільне працевлаштоване населення становило 134 особи. Основні галузі зайнятості: будівництво — 20,9 %, публічна адміністрація — 15,7 %, сільське господарство, лісництво, риболовля — 11,9 %, транспорт — 11,2 %.